# Осада Буды (1603)
Осада Буды (венг. Buda ostroma) — одно из сражений во время австро-турецкой так называемой Долгой войны. Третья и последняя попытка Габсбургов захватить крепость. Несмотря на первоначальный успех, закончилась неудачей.

## Предыстория
После неудачной осады Буды в 1602 году эрцгерцог Матвей в апреле 1603 года пообещал послать под Буду еще одну мощную осаждающую армию. Внутренние проблемы и острая нехватка денежных средств отложили начало новой кампании. Несмотря на эти обстоятельства, имперский гарнизон Пешта, захваченного габсбургскими войсками в 1602 году, страдавший от нехватки продовольствия и артиллерийского обстрела турками из Буды, продолжал удерживать крепость.
Фельдмаршал Герман фон Руссвурм был повторно назначен командовать армией в 40 000 человек. В конце сентября габсбургские войска, двигавшиеся от Эстергома в сторону Буды и Пешта, стали подходить к полю битвы. В свою очередь, Лала Мехмед-паша, командовавший османской армией, располагавшейся лагерем у Эрда, к юго-западу от Буды, и насчитывавшей около 28 тысяч человек, решил захватить укрепления, построенные защитниками Пешта в северной части острова Чепель на Дунае. 

## Бой за Чепель
Ночью 28 сентября османы на баржах и шлюпах перевезли примерно 10 000 человек и несколько орудий на Чепель. Фельдмаршал Руссвурм, узнав от своих шпионов о переправе противника, двинулся в два часа ночи под покровом темноты с семью пехотными полками и всей своей кавалерией в 8000 человек к острову. В восемь утра 28-го числа в густом тумане он выстроил свою армию в четыре боевые линии.
В восемь утра начался бой между двумя конницами. В конечном итоге турки были разбиты венгерскими гусарами благодаря поддержке немецкой кавалерии. Затем в середине дня Руссвурм приказал своим мушкетерам открыть по туркам залповый огонь. Около 14:30 боевые действия достигли пика, имперским солдатам было приказано не брать пленных. Венгерские гусары обрушились на османскую конницу. Целью было загнать противника в реку.
Прибытие немецких резервов в конечном итоге решило исход битвы. Лишь 2000 турок смогли спастись, переплыв реку на лодках. Погиб также Дервиш-паша, командовавший османским десантом.

## Бой за Харош
Учитывая раннюю осень, император Рудольф поручил Руссвурму ограничить свои действия защитой острова Чепель и беспокоить турок мелкими стычками. Однако Руссвурм решил захватить остров Харош и построить небольшой форт на западном берегу Дуная. 11 октября 600 гайдуков переправились на будайский берег. В ту же ночь им удалось насыпать вал, защитив его флаговыми копьями, вбитыми в землю у края вала.
13 октября в полдень турки, используя свою конницу, атаковали вал и застигли врасплох венгров. Они также захватили шесть шлюпов, пришвартованных недалеко от форта. Руссвурм выставил мушкетеров и установил сорок пушек, чтобы их огнём защитить людей внутри вала. Фельдмаршал даже сам зарядил и выстрелил из нескольких пушек. Однако это не помогло, и вал был взят турками в двухчасовом бою. Многие защитники были убиты во время этого нападения.

## Бой за Тёкёли
Руссвурм приказал контратаковать. В ночь на 20 октября для разгона турецкого флота, стоявшего у небольшого острова Тёкёли, была выставлена флотилия из нескольких кораблей с посаженными на них гайдуками. Флот прикрывали 300 немецких мушкетеров с берега Чепеля. Однако после высадки на Тёкёли превосходство турок стало очевидным. Полковники Надашди и Коллонич, командиры венгров, попросили у Руссвурма имперских ландскнехтов в качестве подкрепления, но фельдмаршал ответил, что не хочет рисковать жизнями немецких пехотинцев. По этой причине венгры отказались оставаться на берегу острова и после нескольких стычек с противником благополучно вернулись на суда.

## Бой за Хатван
Со своей недисциплинированной армией численностью всего 32 000 человек, которая сокращалась с каждым днем, Руссвурм даже не попытался осадить Будайский замок. Погода становилась холоднее, запасы продовольствия заканчивались, и 6 ноября фельдмаршал отступил со всей своей армией от Буды. Однако он хотел продемонстрировать свой успех после неудачи при Буде, поэтому решил захватить расположенный неподалеку слабый замок Хатван. Защитники замка сдались после трехдневной бомбардировки, продолжавшейся с 16 по 19 ноября. Эта победа была слабой компенсацией за неуспех при Буде, и, оставив в замке гарнизон в 400 человек, Руссвурм увёл свою армию на зимние квартиры.